# Michail Pawlowitsch Schischkin

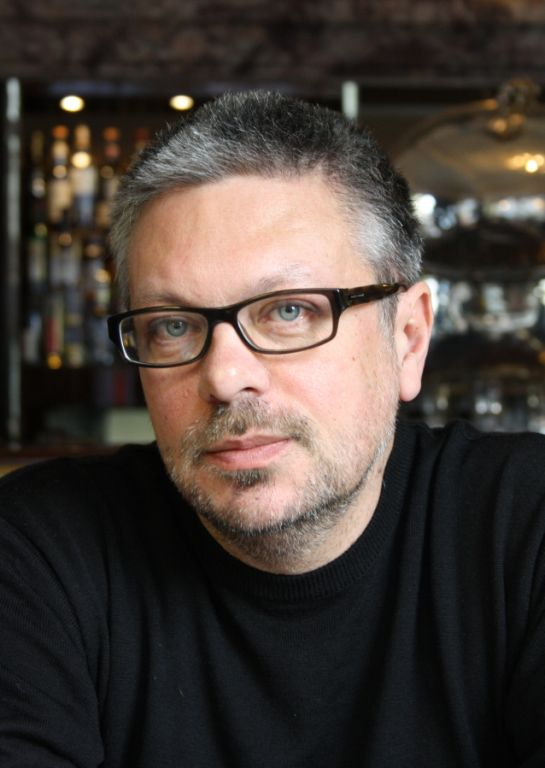
Michail Schischkin, Café Odeon Zürich (2010)

Michail Pawlowitsch Schischkin (russisch Михаил Павлович Шишкин, wiss. Transliteration Michail Pavlovič Šiškin; auch in verschiedenen Transkriptionen Mikhail Shishkin, Mikhail Chichkine etc., * 18. Januar 1961 in Moskau) ist ein  russisch-schweizerischer Schriftsteller.

## Leben
Schischkin studierte Germanistik und Anglistik an der Staatlichen Pädagogischen Universität Moskau, wo er eine militärische Ausbildung als Militärübersetzer erhielt. Er war Reserveoffizier der sowjetischen Armee. Nach seinem Studienabschluss arbeitete er drei Jahre als Journalist für die Jugendzeitschrift Rowesnik, danach unterrichtete er zehn Jahre Deutsch und Englisch an der „Schule Nummer 444“ in Moskau.
Schischkin heiratete eine Schweizerin und lebte ab 1995 mit seiner Familie in Zürich, wo er als Russischlehrer, Lehrer und Dolmetscher für das Migrationsamt arbeitete. Er besitzt die Schweizer Staatsbürgerschaft. Seit Erscheinen seines Romans Venushaar 2005 lebt er ausschließlich von seiner schriftstellerischen Tätigkeit. Im Herbstsemester 2007 und 2009 war Schischkin Lehrbeauftragter für Russisch und russische Kultur an der Washington and Lee University in Lexington (Virginia). Seit 2011 lebt er mit seiner Familie – Schischkins zweite Frau ist Russin – in Kleinlützel (Kanton Solothurn) im nordöstlichen Jura.

„Während Autoren wie Sorokin oder Pelewin existierende Schreibtraditionen bewusst zerstören, zielt Schischkin auf eine Aneignung und Weiterentwicklung der literarischen Tradition. Die russische Literaturgeschichte vergleicht er mit einem Baum, dessen Stamm von der slawischen Bibelübersetzung über die mittelalterlichen Chroniken in die großen Romane von Turgenjew, Dostojewski und Tolstoi wächst und im 20. Jahrhundert eine verästelte Krone bildet. Autoren wie Platonow stellen dabei geniale, aber unproduktive Zweige dar. Seine eigenen literarischen Vorbilder erblickt Schischkin im Werk von Tschechow, Bunin, Nabokov und Sascha Sokolow.“

Als einziger Autor wurde Schischkin in Russland mit den drei wichtigsten Literaturpreisen ausgezeichnet: 2000 erhielt er den Russischen Booker-Preis, 2005 den Nationalen Bestseller-Preis, 2006 und 2011 den Bolschaja-Kniga-Preis. Seine Bücher sind in Russland durchweg Bestseller. Seine Romane wurden in mehr als 30 Sprachen übersetzt. Seine Essays wurden in großen Zeitungen im deutschen Sprachraum publiziert sowie in den wichtigsten internationalen Medien wie The New York Times, The Wall Street Journal, The Guardian, Le Monde The Independent, etc. Er ist Mitglied des Schweizerischen Schriftstellerverbandes Autorinnen und Autoren der Schweiz, des Deutschschweizer PEN-Zentrums, der Deutschen Akademie für Sprache und Dichtung und Mitgründer des PEN Berlin.

## Politische Haltung
Nach dem Zerfall der Sowjetunion bemängelte Schischkin die ausbleibende Aufarbeitung der Gräueltaten vergangener Jahre. Während die Deutschen sich der im Nationalsozialismus begangenen Verbrechen und einem Schuldbekenntnis gestellt hätten, würden die Russen ihre ehemaligen Despoten verklären. Er bemühte als Vergleich das Märchendrama Der Drache von Jewgeni Schwarz, in dem nach dem Ende der Gewaltherrschaft des Drachens die Stadtbewohner eine freie Zukunft „nach dem Ebenbilde ihrer sklavischen Vergangenheit“ aufbauen.
Sein „Offener Brief“ sorgte 2013 für Aufruhr in Russland. Schischkin verzichtete auf die Teilnahme an der offiziellen russischen Schriftstellerdelegation an der Buchmesse BookExpo in New York:

„Ein Land, in dem ein kriminelles, korruptes Regime die Macht ergriffen hat, in dem der Staat eine Verbrecherhierarchie ist, in dem sich Wahlen in eine Farce verwandelt haben, in dem die Gerichte den Machthabern dienen und nicht dem Gesetz, in dem es politische Gefangene gibt, in dem das Staatsfernsehen zur Hure gemacht wurde, in dem Usurpatoren stapelweise wahnsinnige Gesetze verabschieden, die die Gesellschaft ins Mittelalter zurückversetzen, ein solches Land kann nicht mein Russland sein. Ich kann und will nicht an einer offiziellen russischen Delegation teilnehmen, die dieses Russland repräsentiert. Ich will und werde ein anderes, mein Russland vertreten, ein von den Usurpatoren befreites Land, ein Land, dessen Behörden nicht das Recht auf Korruption schützen, sondern die Rechte des Individuums, ein Land mit freien Medien, freien Wahlen und freien Menschen.“

Im Verlauf des Russisch-ukrainischen Kriegs seit 2014 äußerte sich Schischkin zunehmend scharf über die Politik der russischen Regierung sowie über den russischen Präsidenten Wladimir Putin. Zum siebzigsten Jahrestag des Kriegsendes am 9. Mai 2015 schrieb er: „Einmal mehr greift ein Diktator zum Patriotismus, um seine Macht zu sichern. […] Die Machthaber von heute haben dem russischen Volk das Erdöl und das Gas, die Wahlen und das Land gestohlen. Und auch den Sieg (von 1945). […] Russen und Ukrainer aufeinanderzuhetzen ist eine unverzeihliche Niedertracht.“
Im Jahr 2018 stellte er rückblickend fest, dass er jenes „ganz andere Russland“ des Jahres 2010 unter Präsident Medwedew noch optimistisch gesehen hätte als ein Land, das „zur zivilisierten Menschheit zurückkehren wollte“. Das Russland von 2018 nannte er eine Diktatur, deren autoritäres Regime durch Besuche legitimiert würde; er forderte einen politischen Boykott der Fussball-WM und stattdessen Solidarität mit den „Geiseln der Diktatur“. Alle Besucher würden in der für im Westen Lebende unvorstellbaren Propaganda als Unterstützer dargestellt, auch wenn sie vielleicht noch Kritik äußerten; diese bekäme Russland jedoch ohnehin nie zu sehen. Nach dem russischen Überfall auf die Ukraine 2022 forderte Schischkin in einem Interview eine „totale Entputinisierung Russlands“. Ohne nationale Schuldanerkennung habe Russland keine Zukunft.
Am 21. März 2025 erklärte die russische Regierung den im Exil lebenden Schischkin zum „ausländischen Agenten“,.

## Literarisches Werk

### Romane und Sachbücher
- 1993 Wsech oschidajet odna notsch (Omnes una manet nox), «Snamija», Nr. 7 + 8/1993.
- 1999 Wsjatije Ismaila, Roman, gedruckt 1999 in «Snamija» Nr. 10/11/12 und 2000 als Einzelausgabe beim Vagrius-Verlag, Moskau.
  - Die Eroberung von Ismail, Roman. Ins Deutsche übersetzt von Andreas Tretner. Deutsche Verlagsanstalt, München 2017, ISBN 978-3-421-04643-7.[27]
- 2000 Russkaja Schweizarija. Literaturno-istoritscheski putewoditel
  - Die russische Schweiz. Ein literarisch-historischer Reiseführer, ins Deutsche übersetzt von Franziska Stöcklin.  Limmat Verlag, Zürich 2003, ISBN 3-85791-438-6.
- 2002 Montreux-Missolunghi-Astapowo. Auf den Spuren von Byron und Tolstoj: eine literarische Wanderung vom Genfer See ins Berner Oberland Limmat Verlag, Zürich. (Keine russische Originalfassung!)
  - Auf den Spuren von Byron und Tolstoi. Eine literarische Wanderung von Montreux nach Meiringen. Rotpunktverlag, Zürich 2012, ISBN 978-3-85869-515-4.
- 2005 Wenerin Wolos, «Snamija», Nr. 4/5/6-2005.
  - Venushaar, Roman. Ins Deutsche übersetzt von Andreas Tretner. Deutsche Verlags-Anstalt, München 2011, ISBN 978-3-421-04441-9.
- 2010 Pismownik
  - Briefsteller, Roman. Ins Deutsche übersetzt von Andreas Tretner. Deutsche Verlagsanstalt, München 2012, ISBN 978-3-421-04552-2.
- Tote Seelen, lebende Nasen. Eine Einführung in die russische Kulturgeschichte. Ein multimediales Digitalbuch. Petit-Lucelle Publishing House, Kleinlützel 2019, ISBN 978-3-033-07082-0.
- Ein Buchstabe auf Schnee. Drei Essays. Robert Walser, James Joyce, Wladimir Scharow. Petit-Lucelle Publishing House, Kleinlützel 2019, ISBN 978-3-033-07269-5.
- mit Fritz Pleitgen: Frieden oder Krieg. Russland und der Westen – eine Annäherung. Ludwig Verlag, München 2019, ISBN 978-3-453-28117-2.

### Beiträge in Anthologien
- Willkommen in Z, Erzählung, in: Küsse und eilige Rosen. Die fremdsprachige Schweizer Literatur, Limmat Verlag, Zürich 1998. ISBN 978-3-85791-294-8.
- Wie ich ein Gauner wurde, Erzählung, in: Über Geld schreibt man doch!, Zytglogge, Basel 2011, ISBN 978-3-7296-0832-0.
- Die Sternschnuppen von Brentschen, Erzählung, in: Einen schweren Schuh hatte ich gewählt..., Dörlemann, Zürich 2013, ISBN 978-3-908777-87-8.
- Nabokovs Tintenklecks, Erzählung, in: Russland. Das große Lesebuch, S. Fischer Verlag, Frankfurt am Main 2017, ISBN 978-3-596-90666-6.

## Theater-Aufführungen

### Theater-Aufführungen in Russland
Alle Romane von Michail Schischkin wurden in Russland erfolgreich auf der Bühne aufgeführt.
- Samoje vazhnoje. Nach dem Roman „Venushaar“. Uraufführung: Fomenko-Theater, Moskau, 2006. Regie: Evgeni Kamenkowitsch.
- Attraktion. Nach dem Roman „Die Eroberung von Izmail“. Uraufführung: Theater MOST, Moskau, 2010. Regie: Georgi Dolmazjan.
- Briefsteller. Uraufführung: Tschechow-Kunsttheater Moskau, Moskau, 2011. Regie: Marina Brusnikina.
- Markusturm. Uraufführung: Meyerhold-Zentrum Moskau, 2012. Regie: Nikolai Kobelew.
- Briefsteller. Uraufführung: Theater Masterskaya Sankt Petersburg, 2015. Regie: Natalia Lapina.
- Briefsteller. Uraufführung: Puppen-Kammertheater Moskau, 2016. Regie: Boris Konstantinow.

### Deutschsprachige Theater-Aufführungen
- Nabokovs Tintenklecks. Uraufführung: Im Rahmen von Arm und Reich. Schlaglichter auf die Ungleichheit zus. mit Die schwarze Halle von Lukas Bärfuss und Rechne von Händl Klaus, Schauspielhaus Zürich, 4. Mai 2013. Regie: Bastian Kraft.[28]
- Briefsteller. Elegie – Trio. Uraufführung: Theater Stok, Zürich, Dezember 2012. Konzept und künstlerische Leitung Alexey Botvinov. Neuaufführung Theater Tuchlaube Aarau November 2014.[29]
- Briefsteller. Uraufführung: Altes Rathaus, Göttingen, August 2013. Charlotte Schwab und „Stille Hunde“.[30]
- Mörder unter uns. Das Theaterstück von Michail Schischkin nach Motiven von Fritz Langs Film „M“ 1931. Regie: Eberhard Köhler. Musik: Simon Ho. Szenografie: Danila Korogodsky. Uraufführung: Schlachthaus Theater, Bern, am 12. September 2019. In Kooperation mit dem Theater „Pokolenij“ Sankt Petersburg, Kellertheater Winterthur, Theater an der Winkelwiese Zürich.[31]

## Auszeichnungen
- 1994 Bestes Debüt des Jahres in Russland: Urok kalligrafii (Die Kalligraphiestunde).
- 2000 Russischer Booker-Preis für den besten Roman des Jahres: Wsjatije Ismaila (Die Eroberung von Ismail).
- 2000 Werkbeitrag-Stipendium des Kantons Zürich für Die Russische Schweiz.
- 2002 Werkjahr der Stadt Zürich für Montreux-Missolunghi-Astapowo, Auf den Spuren von Byron und Tolstoj.
- 2005 Preis für das beste ausländische Buch des Jahres in Frankreich: Montreux-Missolunghi-Astapowo, Auf den Spuren von Byron und Tolstoj.
- 2005 Nationaler Bestseller-Preis in Russland für Wenerin Wolos (Venushaar).
- 2006 Bolschaja-Kniga-Preis in Russland für Wenerin Wolos (Venushaar).
- 2007 Grinzane Cavour Prize,[32] Capelvenere (Ital. Übersetzung Venushaar)
- 2011 Spycher: Literaturpreis Leuk, Schweiz, für Venushaar
- 2011 Internationaler Literaturpreis – Haus der Kulturen der Welt für Venushaar.
- 2011 Bolschaja-Kniga-Preis in Russland für Pismownik (Briefsteller).
- 2022 Premio Strega Europeo in Italien für Pismownik (Punto di fuga).[33]
- 2024 Marbacher Schillerrede[34]